# 良江站
良江站是位于广西壮族自治区来宾市兴宾区良江乡的一个铁路车站，邮政编码546108。车站建于1951年，有湘桂铁路经过该站，现仅办理货运，不办理客运业务，车站及其上下行区间均未电气化。车站距离衡阳站619公里，隶属南宁铁路局，是四等站。